# Flabellinopsidae
Flabellinopsidae zijn een familie van weekdieren uit de klasse van de Gastropoda (slakken).

## Taxonomie
De volgende geslacht zijn bij de familie ingedeeld:
- Baenopsis Korshunova, Martynov, Bakken, Evertsen, Fletcher, Mudianta, Saito, Lundin, Schrödl & Picton, 2017
- Flabellinopsis MacFarland, 1966